# Peso y balance

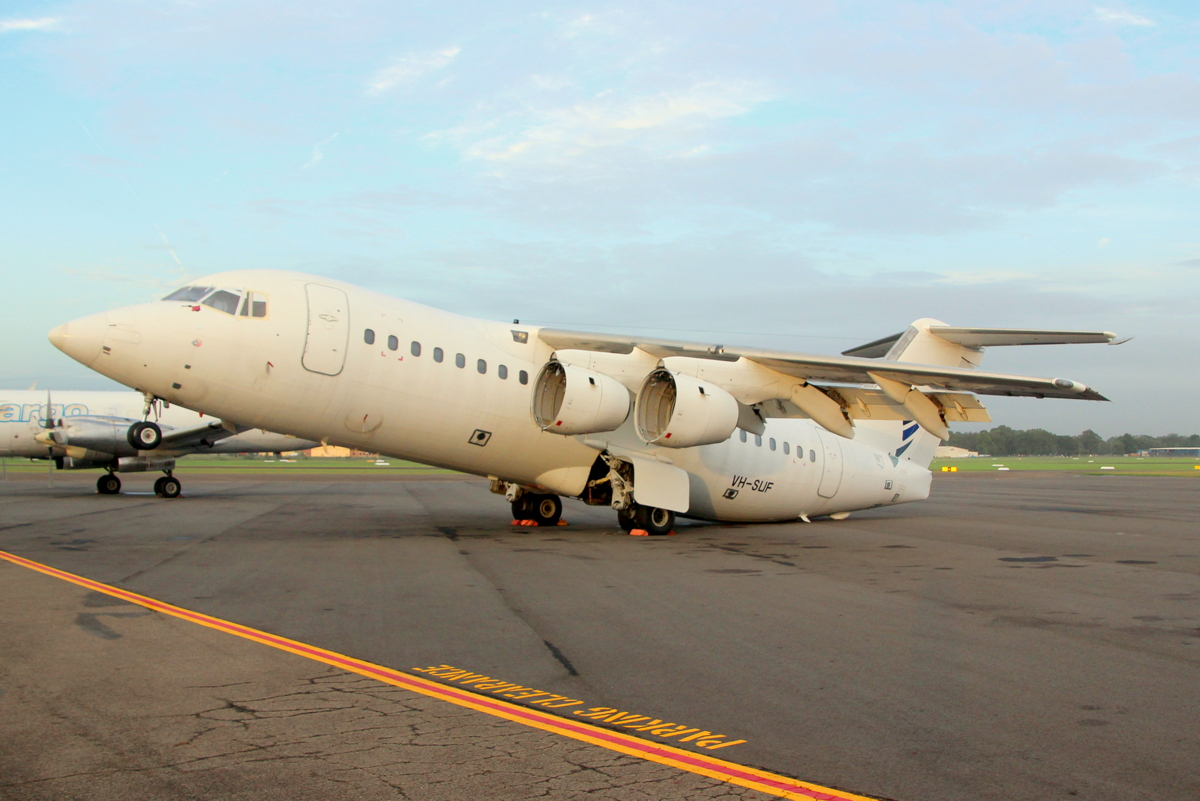
Este BAe 146-200 está inclinado hacia atrás porque no tiene motores. Su centro de gravedad esta por detrás del tren de aterrizaje.

En las carreras técnicas aeronáuticas se denomina estudio de peso y balance al análisis de la distribución de las cargas a lo largo de la aeronave y cómo influye dicha distribución a su conducción.
Consiste fundamentalmente en los siguientes aspectos técnicos:
1. Determinación de la línea datum o de referencia para el cálculo de los momentos.
2. Determinación del momento de cada cuerpo o estación que se calcula para identificar su aporte a la configuración general del peso y balance de la aeronave.
3. Totalización de todos los momentos para el cálculo del centro de gravedad.

## Cálculos
Generalmente se emplean dos métodos para el cálculo del peso y balance de una aeronave. El primero es el matemático, el segundo el gráfico.

### Cálculo matemático del peso y balance
Por lo general los fabricantes de aeronaves definen la posición de una línea vertical imaginaria o datum que sirve para tomar todas las distancias de los distintos cuerpos a medir (algunas veces esos cuerpos suelen llamarse estaciones).
Se entiende por cuerpo aquí cualquier objeto que pueda ser pesado y localizado dentro de la aeronave. Ejemplo de esto serían los pilotos, los pasajeros, el combustible, el equipaje, etc.
Si tomamos referencia un avión pequeño tal como un Cessna 172 pudiésemos pesar algunos elementos: piloto y copiloto, 2 pasajeros, carga y combustible. El primer paso entonces consiste en saber a cuál distancia está el cuerpo en cuestión en relación con la línea datum. Supongamos entonces que el piloto está a 70 pulgadas de la línea datum y que su peso está medido en 180 libras. Entonces el momento para este cuerpo es: m1=distancia al datum x peso, es decir: 70x180=12600 pulg.lbs, luego sumamos el copiloto, los pasajeros, la carga y eso nos da la suma de todos los momentos. mT=m1+m2+m3+...
Al dividir la suma de todos los momentos por el peso total de la aeronave con toda la carga medida en el cálculo anterior obtendremos el centro de gravedad de la aeronave. Es decir: CG=mT / (peso1 + peso2 + peso3... )
|                                     | Peso(libras) | Brazo (pulgadas) | Momento (pulgadas-libra) |
| ----------------------------------- | ------------ | ---------------- | ------------------------ |
| Peso vacío (EW)                     | 1600         | 100              | 160000                   |
| Pilotos y copiloto                  | 380          | 64               | 24320                    |
| Combustible (32 galones a 6 lb/gal) | 192          | 96               | 18432                    |
| Total                               | 2172         | 94               | 202752                   |

### Cálculo gráfico del peso y balance
Por lo general los fabricantes de aeronaves suministran unas tablas gráficas en las que se puede hacer una correlación entre el peso y posición de los objetos cargados en la misma. De una revisión breve se puede constatar - siempre que los datos estén bien medidos - si efectivamente la aeronave con esa configuración se encuentra dentro de límites permisibles.
Entre las distintas aeronaves que existen debe de existir una gráfica en donde se muestra el peso y el balance de la aeronave.

## Importancia del cálculo del peso y balance
Una aeronave, no importa su potencia o capacidad tiene sus límites. Conocer de antemano si el centro de gravedad está dentro de parámetros aceptables es necesario para predecir el comportamiento de esta en el aire y además permite determinar factores de riesgo tales como ¿puede volar realmente esta aeronave con esta configuración?
Son conocidos numerosos accidentes de aviación en los que no se ha respetado la configuración recomendada por el fabricante.